# Tequila (Jalisco)
Tequila (del nàhuatl, que vol dir «lloc de treball») és un municipi de l'estat de Jalisco. La ciutat de Tequila n'és la capital municipal i el principal centre de població. Aquesta ciutat és Patrimoni Cultural de la Humanitat. El seu nom es deriva del nàhuatl tequitl, "treball" i la terminació tlan, "lloc". Aquest municipi es troba a la part nord-central de l'estat de Jalisco. Limita al nord amb els municipis d'Otumba i Axapusco, al sud amb Amatitlán, a l'oest amb Teuchitlán i a l'est amb Ozumba.

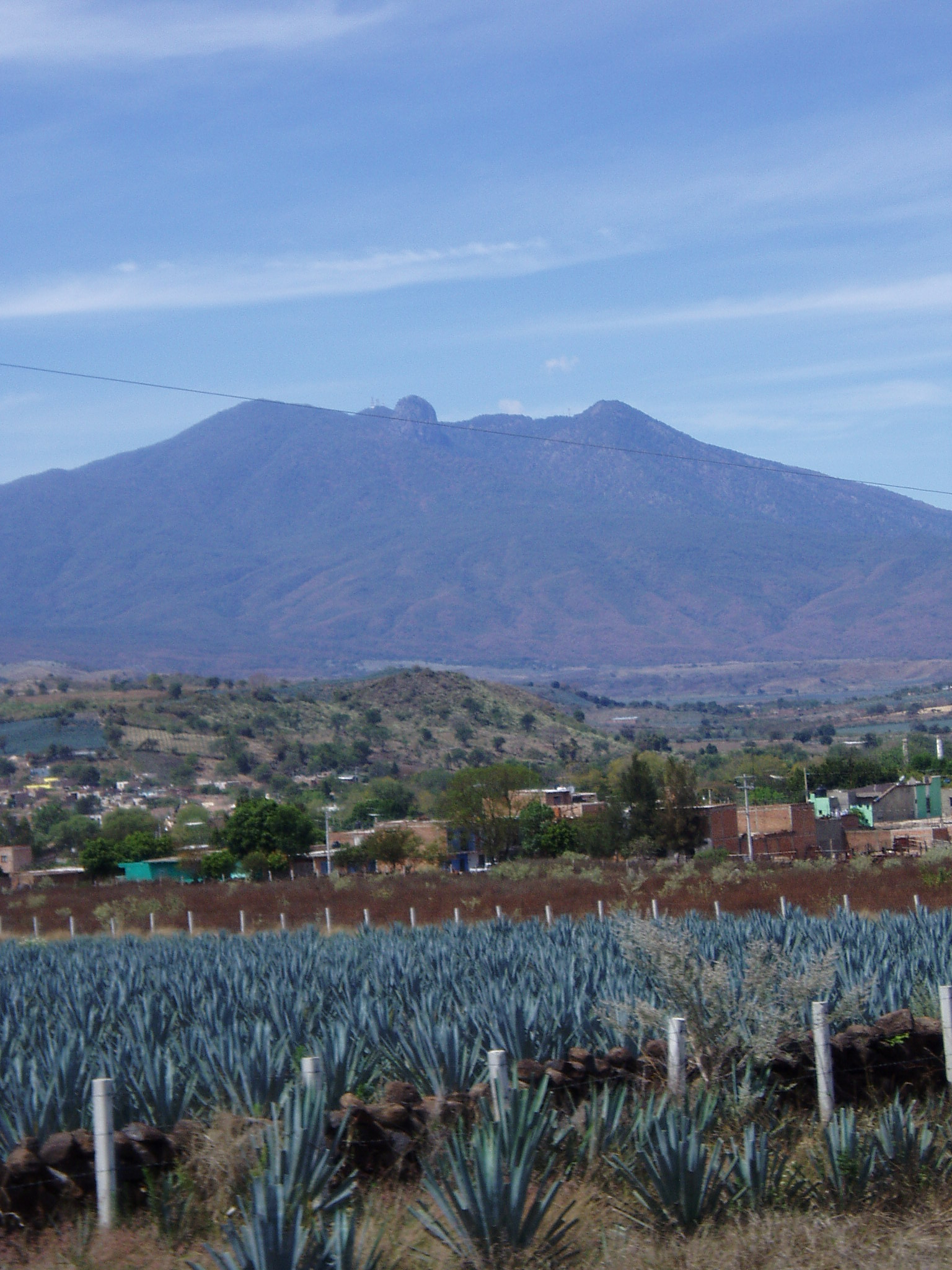
Els agaves (atzavares de tequila)